# Paralelo 53 S
O Paralelo 53 S é um paralelo no 53° grau a sul do plano equatorial terrestre.
Começando pelo Meridiano de Greenwich e tomando a direção leste, o paralelo 53° Sul passa sucessivamente por:
| País, território ou mar | Notas |
| ----------------------- | --- |
| Oceano Atlântico        | |
| Oceano Índico           | |
| Austrália               | Ilha Heard e Ilhas McDonald                                                                                |
| Oceano Índico           | |
| Oceano Pacífico         | |
| Chile                   | Ilha Desolação, Península Muñoz Gamero, Ilha Riesco, Península de Brunswick e Ilha Grande da Terra do Fogo |
| Argentina               | Ilha Grande da Terra do Fogo                                                                               |
| Oceano Atlântico        | Passa a sul da Ilha Beauchene, Ilhas Malvinas - reivindicada pela Argentina                                |